# Troesmis
Troesmis era una città dell'Impero romano, situata nella provincia della Mesia inferiore e dopo la riforma di Diocleziano nella provincia della Scizia, facente parte della diocesi della Tracia.
Il sito si trova sulle colline della Dobrugia, tra il Mar Nero e il delta del Danubio, nei pressi del Trofeo di Traiano ad Adamklissi e corrisponde all'odierna città di Turcoaia (Romania).
La città si originò come oppidum fortificato dei Geto-Traci e viene menzionata come partecipante al conflitto tra Lisimaco e Dromichete e da Ovidio
Traiano vi spostò nel 106 la sede della Legio V Macedonica, con circa 6.000 effettivi, che difendeva la frontiera sul Danubio e favorì la romanizzazione della regione. Presso la fortezza legionaria si sviluppò un insediamento (canabae legionis), che aveva il proprio ordinamento municipale (consiglio cittadino e magistrati)
Dopo il trasferimento della V Macedonica a Potaissa in Dacia (167-170) acquisì il rango di municipio e vi è attestata la presenza dei sacerdoti del culto provinciale (sacerdotes provinciae).
Sotto Diocleziano vi venne trasferita la Legio II Herculia e il municipio prese il nome di Heraclia. Nel sito si conserva un'ampia rete di acquedotti e furono scoperte diverse iscrizioni funerarie.

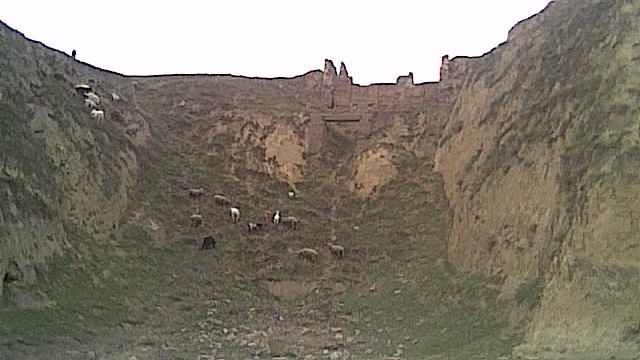
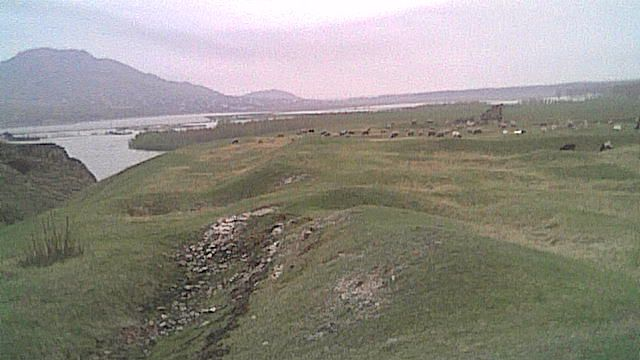
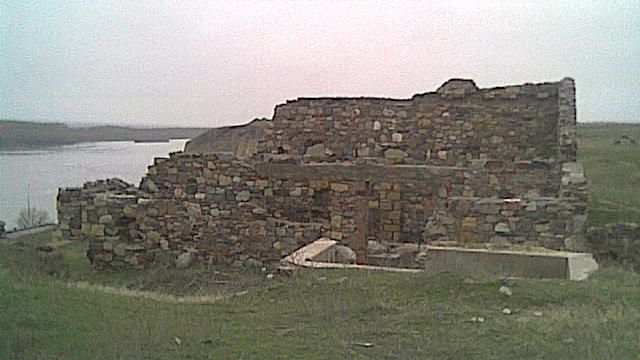
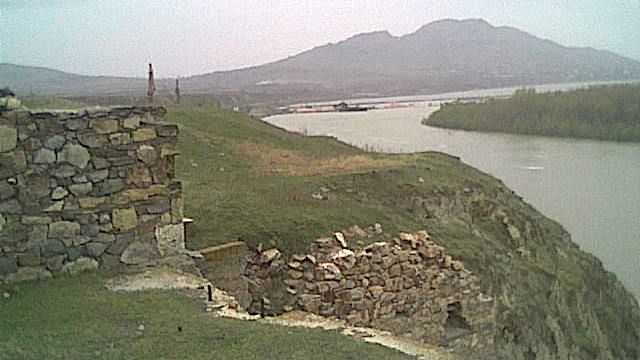